# انثون بانغ
انثون بانغ (بالنرويجية البوكمول: Anthon Bang)‏ هو كاتب وصحفي ومحرر نرويجي، ولد في 9 ديسمبر 1809 في كوبنهاغن في الدنمارك، وتوفي في 31 يوليو 1870 في أوسلو في النرويج.